# Visterna
Visterna – wieś w Rumunii, w okręgu Tulcza, w gminie Sarichioi. W 2011 roku liczyła 329 mieszkańców.